# Ромодановский вокзал
Ромода́новский вокза́л (Каза́нский вокзал) — ныне памятник архитектуры, исторически — железнодорожный вокзал Нижнего Новгорода, действовавший до 1974 года. Построен в 1900—1904 годах.
Здание расположено по адресу Казанская площадь, 1. В настоящее время его занимает фирма «НоваКард» — производитель банковских карт, SIM-карт и транспортных карт, которая полностью отреставрировала здание вокзала. Свободный проход на территорию недоступен.

## История

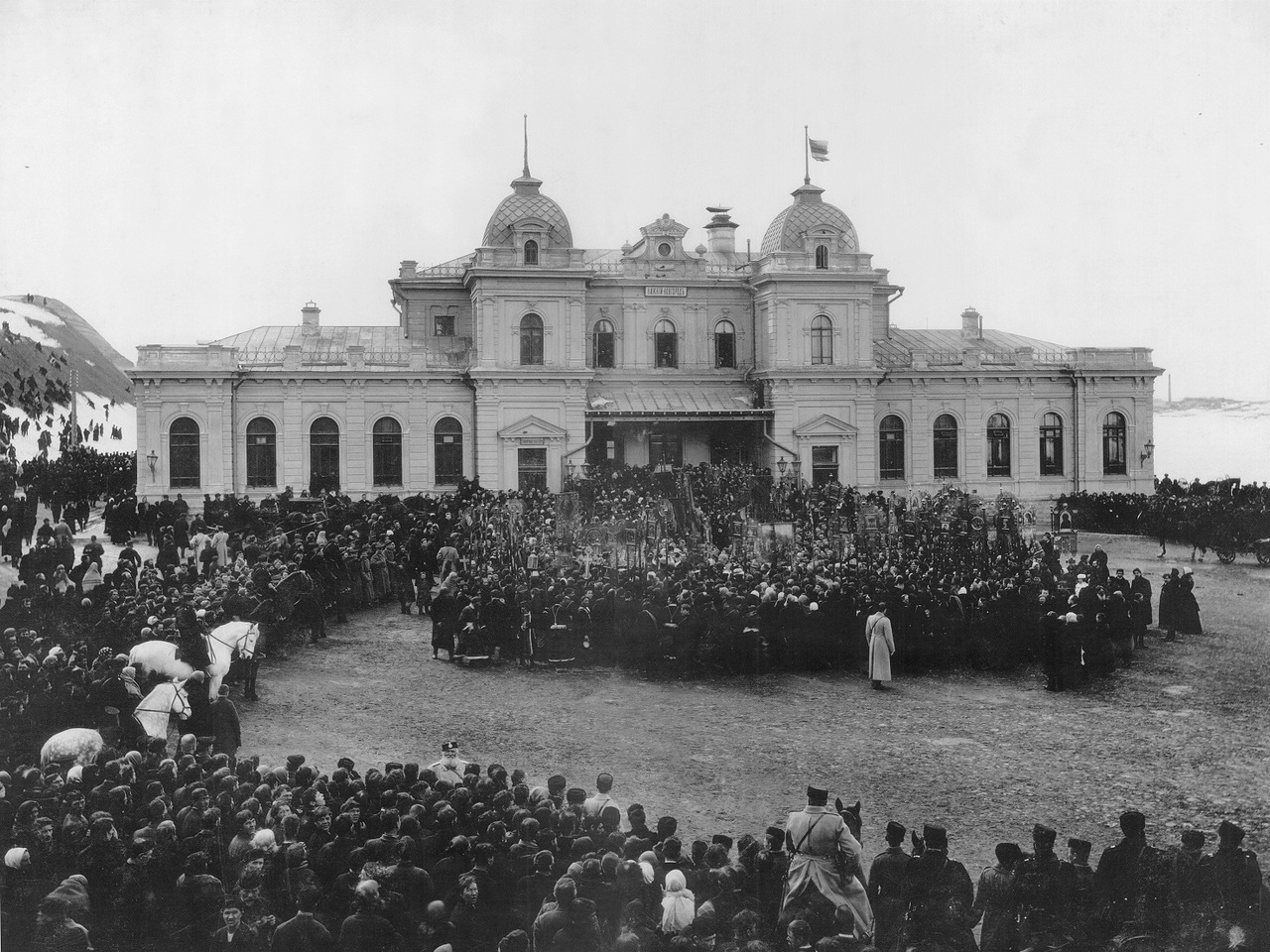
Отправление воинских частей на фронт. Первая мировая война. 1914 год

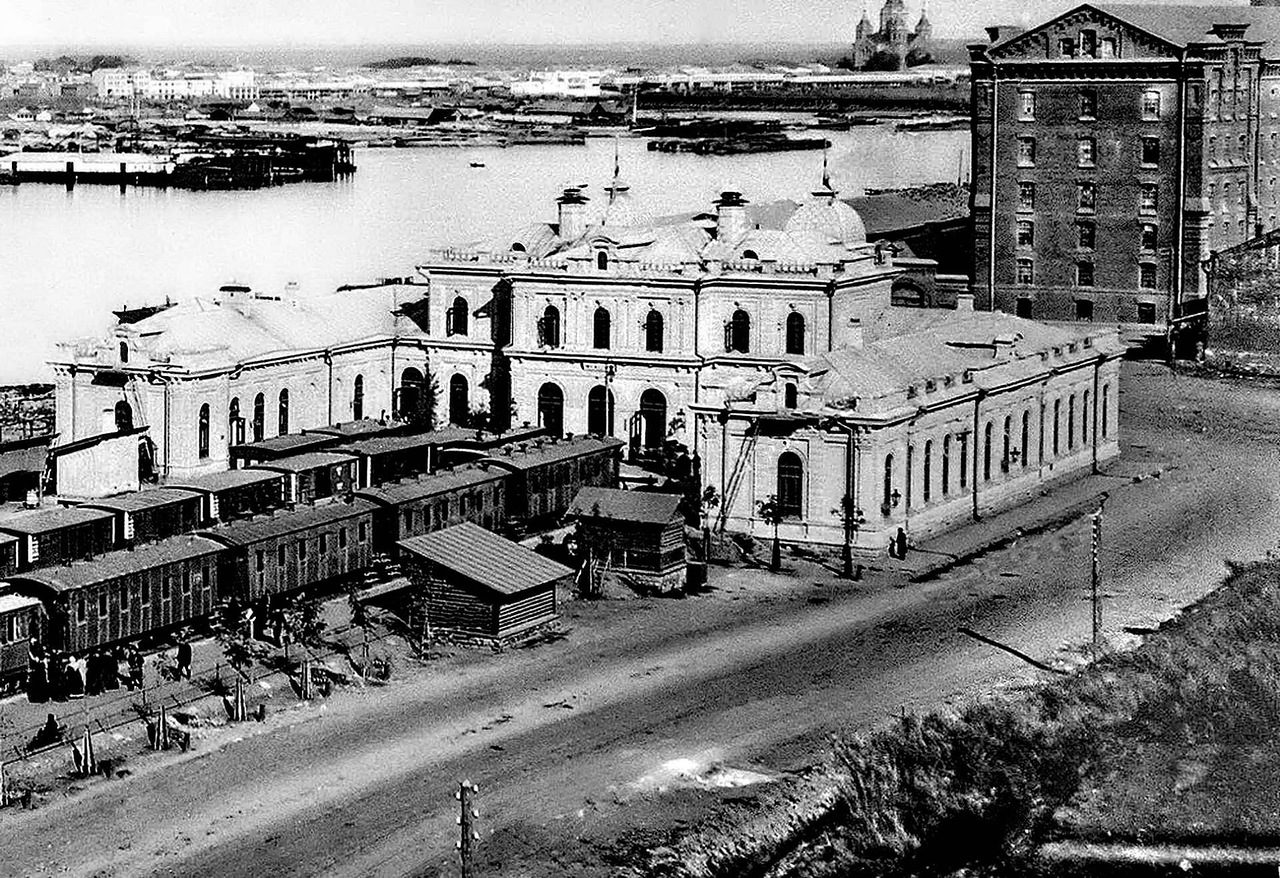
Поезда на конечной станции железнодорожной линии Тимирязево — Нижний Новгород. Ромодановский вокзал

В 1896 году в Нижнем Новгороде прошла Всероссийская промышленно-художественная выставка. После выставки в городе было создано отделение Технического общества, которое занялось вопросом соединения города железной дорогой. Общество разработало проект дороги Нижний Новгород — Казань. Чтобы не возводить мост через Оку, железнодорожные пути решено было пустить по береговой террасе. Место для вокзала было выбрано на правом берегу Оки у пристани мукомольных мельниц Дегтярёвых и Башкировых. Также вокзал находился через Оку напротив уже существовавшего Московского вокзала. Начатое в 1900 году строительство было закончено в 1904. Строительством занималось Общество Московско-Казанской железной дороги. Работами руководил Григорий Будагов. Вид вокзала был зафиксирован известным фотографом того времени Максимом Дмитриевым.
Изначально вокзал был назван в честь посёлка Ромоданово в Мордовии. Это — название-антропоним, произведённое от фамилии князей Ромодановских, которые были владельцами села. Вокзал был дважды переименован: сначала в 30-е годы в Арзамасский, а затем, в середине XX века, после того как поезда стали отправляться до Казани, в Казанский.
До 1945 года вокзал относился к Московско-Казанской железной дороге, после этого был передан в ведение Горьковской железной дороги.
Железнодорожные пути располагались в опасной горной местности, где часто случались оползни. Для их предотвращения были пробиты дренажные штольни для водоотведения. Работы были выполнены вручную, а длина самой глубокой штольни составила 1,5 километра.
В 1961 году был построен Сартаковский железнодорожный мост через Оку и поезда дальнего следования были пущены по нему до Московского вокзала. В то же время Казанский вокзал перешёл в разряд пригородных. Из-за невостребованности несколько помещений были отданы для обучения студентов-железнодорожников.
В феврале 1974 года случилось несколько оползней, один из которых перекрыл железную дорогу от станции Мыза до Казанского вокзала, и станцию решено было закрыть. Железнодорожное полотно на участке от станции Мыза до станции Горький-Казанский разобрали, а здание постепенно начало приходить в упадок. Сначала из него ушли студенты, а затем и рабочие.
В 1993 году здание вокзала включили в число архитектурных памятников, но и это не улучшило состояние здания. В 2003 году здание выкупила фирма «НоваКард» и вложила в его восстановление около миллиона долларов. Восстановительными работами руководил Виктор Зубков по фотографиям Максима Дмитриева и старым чертежам вокзала. Купол здания пришлось переделывать трижды для того, чтобы он получился идентичным разрушенному. В том же году предприятие переехало в здание бывшего вокзала. Авторы реконструкции вокзала награждены бронзовым дипломом международного фестиваля «Зодчество-2005».

## Галерея

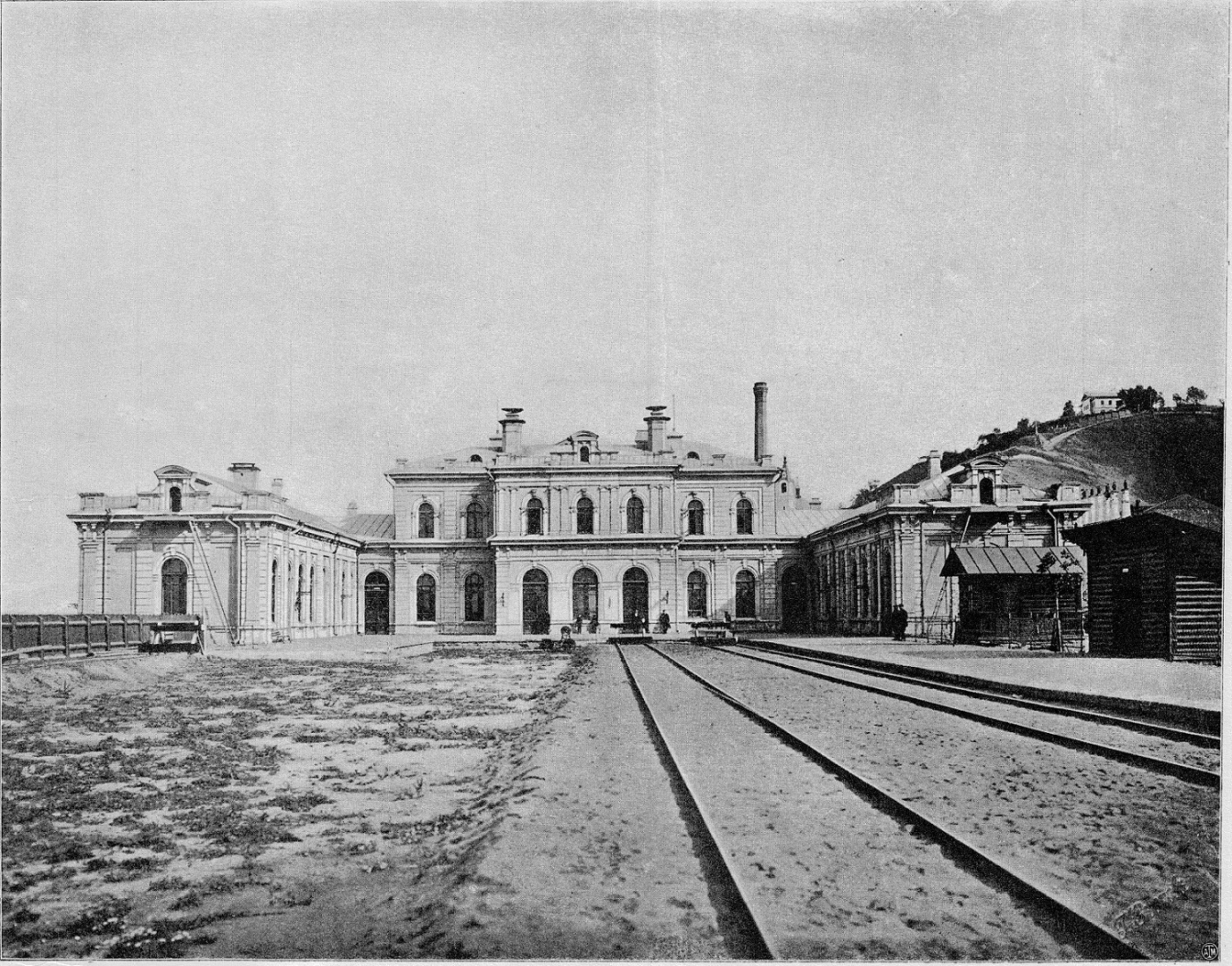
Железнодорожные пути на Ромодановском вокзале
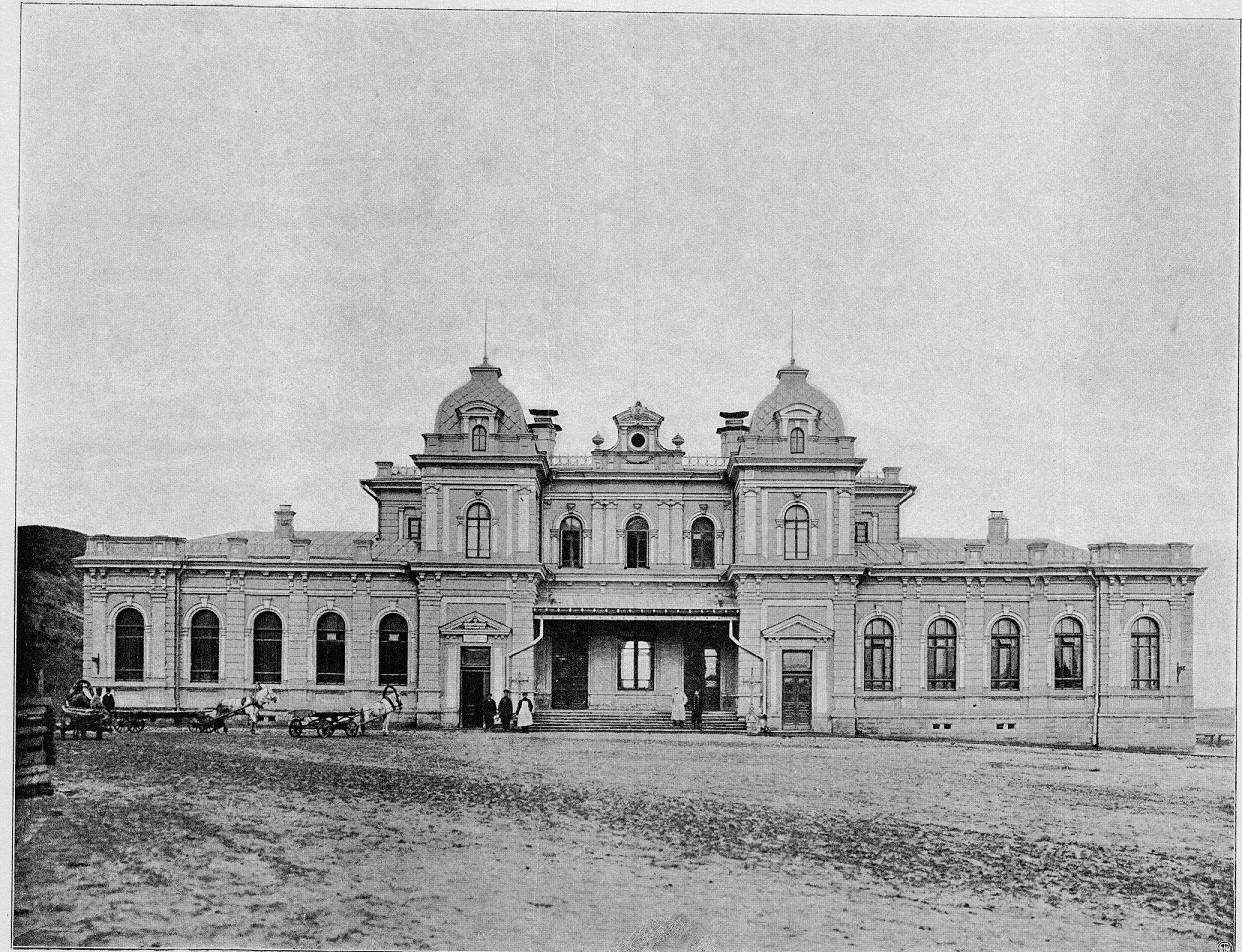
Фасад вокзала
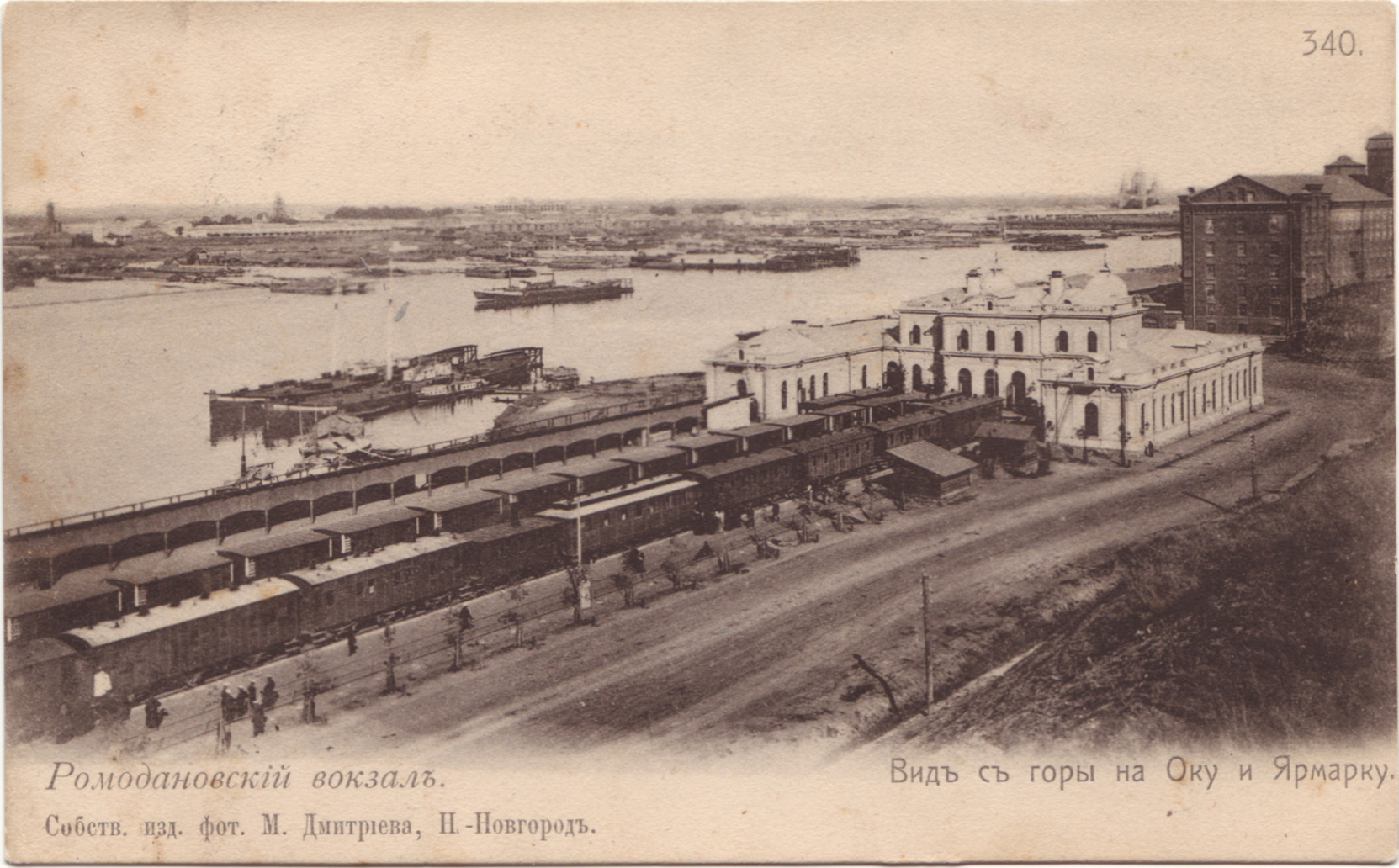
Поезда на Ромодановском вокзале
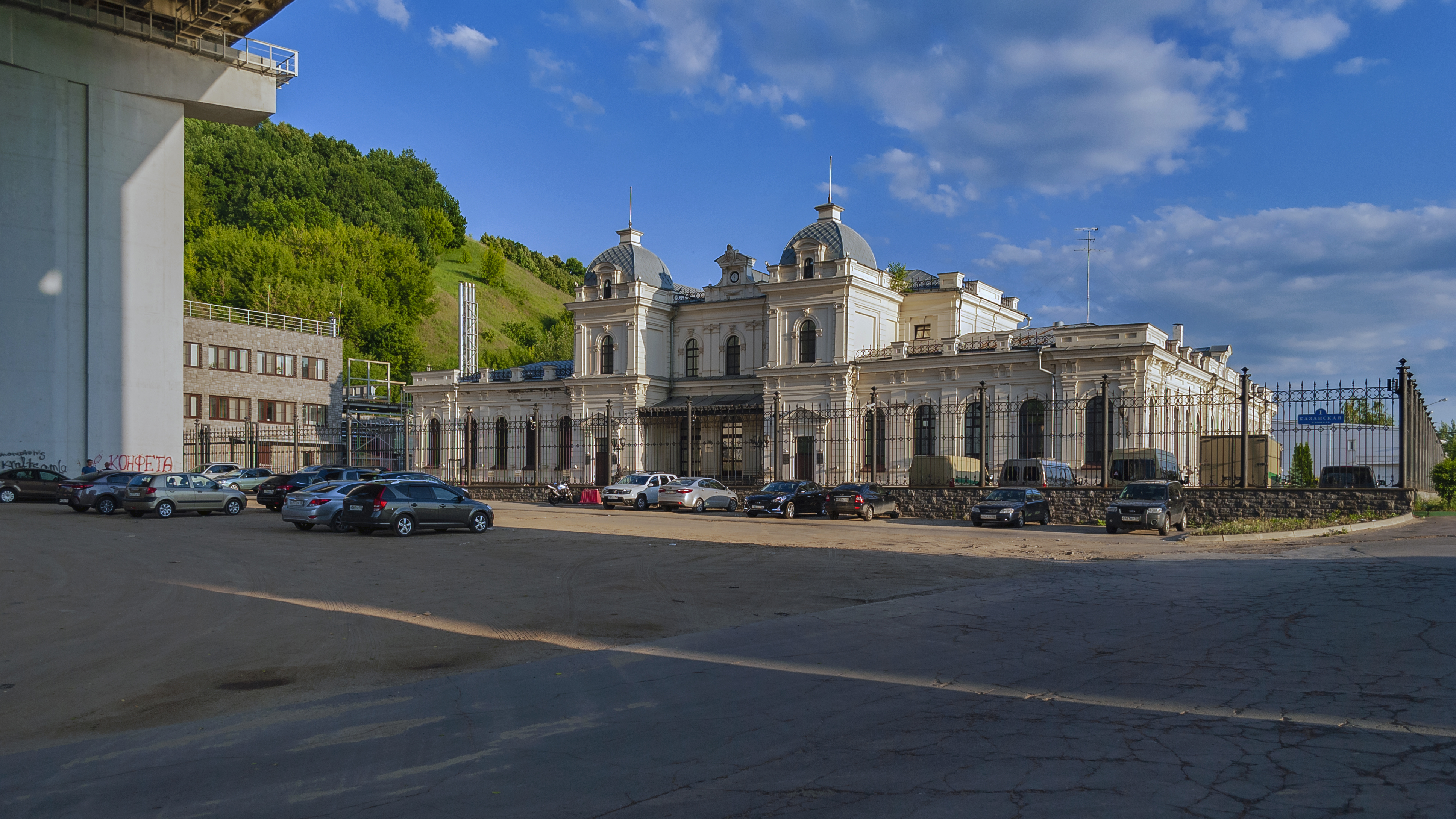
Современный вид бывшего Казанского вокзала